# Petar Kirov
Petar Kirov (bulharsky Петър Киров * 17. září 1942 Kalčevo, Bulharsko) je bývalý bulharský zápasník, reprezentant v zápase řecko-římském. Dvakrát vybojoval zlatou medaili na olympijských hrách, třikrát na mistrovství světa a čtyřikrát na mistrovství Evropy.